# Weststellingwerf
Weststellingwerf (anhörenⓘ) ist eine Gemeinde im Süden der Provinz Friesland (Niederlande). Sie hatte 26.595 Einwohner (Stand: 1. Januar 2025).
In Weststellingwerf wird ebenso wie in der benachbarten Gemeinde Ooststellingwerf traditionell kein Friesisch gesprochen, sondern Niedersächsisch (Stellingwerfs). Daher werden beide Gemeinden auch als „de Stellingwerven“ bezeichnet.

## Orte
Der Verwaltungssitz ist Wolvega, die anderen Orte in der Gemeinde sind: Blesdijke, Boijl, De Blesse, De Hoeve, Langelille, Munnekeburen, Nijeholtpade, Nijeholtwolde, Nijelamer, Nijetrijne, Noordwolde, Oldeholtpade, Oldeholtwolde, Oldelamer, Oldetrijne, Oosterstreek, Peperga, Scherpenzeel, Slijkenburg, Sonnega, Spanga, Steggerda, Ter Idzard, Vinkega und Zandhuizen.

## Sehenswürdigkeiten
- Die Trabrennbahn in Wolvega
- mehrere alte Kirchen
- einige kleine Moor-, Wald- und andere Naturgebiete, die man am besten während einer Radtour besucht

## Politik

### Sitzverteilung im Gemeinderat
Der Gemeinderat wird seit 1982 folgendermaßen gebildet:
| Partei                              | Sitze a | Sitze a | Sitze a | Sitze a | Sitze a | Sitze a | Sitze a | Sitze a | Sitze a | Sitze a | Sitze a |
| Partei                              | 1982    | 1986    | 1990    | 1994    | 1998    | 2002    | 2006    | 2010    | 2014    | 2018    | 2022    |
| ----------------------------------- | ------- | ------- | ------- | ------- | ------- | ------- | ------- | ------- | ------- | ------- | ------- |
| VVD b                               | 4       | 3       | –       | 3       | 3       | 4       | 4       | 5       | 5       | 5       | 4       |
| Weststellingwerfs Belang b          | –       | –       | 4       | 1       | 1       | 4       | 3       | 3       | 3       | 2       | 4       |
| CDA                                 | 5       | 5       | 5       | 4       | 4       | 5       | 4       | 4       | 4       | 4       | 3       |
| Sociaal Duurzaam Weststellingwerf c | –       | –       | –       | –       | –       | –       | –       | –       | –       | 5       | 3       |
| Blijf Stellingwarfs                 | –       | –       | –       | –       | –       | –       | –       | –       | –       | 2       | 3       |
| GroenLinks                          | –       | –       | 1       | 1       | 2       | 2       | 2       | 3       | 2       | 2       | 2       |
| D66                                 | 1       | 0       | 1       | 1       | 0       | –       | –       | –       | –       | 1       | 2       |
| PvdA c                              | 5       | 9       | 8       | 5       | 5       | 5       | 8       | 6       | 5       | –       | –       |
| Weststellingwerf Natuurlijk! c      | –       | –       | –       | –       | –       | –       | –       | –       | 1       | –       | –       |
| Vrijheid Voor Allen c               | –       | –       | –       | –       | –       | –       | –       | –       | 1       | –       | –       |
| Sociaal Democratische Partij        | –       | –       | –       | 4       | 4       | 1       | 0       | –       | –       | –       | –       |
| Weststellingwerf Eén! b             | 3       | 2       | –       | –       | –       | –       | –       | –       | –       | –       | –       |
| CPN                                 | 1       | 0       | –       | –       | –       | –       | –       | –       | –       | –       | –       |
| PSP                                 | 1       | 0       | –       | –       | –       | –       | –       | –       | –       | –       | –       |
| Gesamt                              | 19      | 19      | 19      | 19      | 19      | 21      | 21      | 21      | 21      | 21      | 21      |

Anmerkungen

### Bürgermeisterin
Seit dem 7. Mai 2025 ist Stieneke van der Graaf (ChristenUnie) kommissarische Bürgermeisterin der Gemeinde. Zu ihrem Kollegium zählen die Beigeordneten Jack Jongebloed (VVD), Hanneke Zonderland (CDA), Mariska Rikkers-Oosterkamp (Weststellingwerfs Belang), Roelof Theun Hoen (VVD) sowie der Gemeindesekretär Remco van Maurik.

## Söhne und Töchter der Stadt
- Petrus Stuyvesant (1612–1672), Gouverneur von Curaçao und Generaldirektor der von der Niederländischen Westindien-Kompanie (WIC) verwalteten Kolonie Nieuw Nederland
- Geert Kuiper (* 1960), Eisschnellläufer
- Monique Knol (* 1964), Radrennfahrerin und -weltmeisterin